# Cypseloides cryptus
Cypseloides cryptus е вид птица от семейство Бързолетови (Apodidae).

## Разпространение
Видът е разпространен в Белиз, Венецуела, Гвиана, Еквадор, Колумбия, Коста Рика, Мексико, Никарагуа, Перу и Хондурас.